# 30724 Петербурґтриста
30724 Петербурґтриста (30724 Peterburgtrista) — астероїд головного поясу, відкритий 26 вересня 1978 року.
Тіссеранів параметр щодо Юпітера — 3,094.